# Museo Histórico Escobedo
El Museo Histórico Escobedo se encuentra en el municipio de General Escobedo, Nuevo León, México. En una construcción antigua, originalmente el edificio fue construido de sillar y recubierto de cemento.

## Inauguración
Fue inaugurado el viernes 27 de octubre de 2006 por el gobernador José Natividad González Paras y por el alcalde Fernando Margain Santos.
Ese mismo día también se inauguró la Torre Administrativa de la ciudad.

## Colecciones
Su colección de más de cincuenta piezas sigue en crecimiento gracias a la aportación de antigüedades por parte de la población. El museo consta de planchas, petacas y loncheras de obrero de más de cincuenta años usados por los escobedenses. Entre los objetos de mayor valor se encuentra una colección de puntas de flechas; también hay una colección de fósiles procedentes del Cerro del Topo Chico

## Salas
El museo cuenta la historia de la región desde la época prehispánica hasta la época actual a través de sus cinco salas permanentes:
- Sala 1: Entorno geográfico y época prehispánica.

Muestra una descripción geográfica del municipio: flora, fauna, orografía e hidrografía. También muestra fósiles y puntas de flecha que representan a los primeros pobladores de la región.
- Sala 2: Fundación y época colonial.

Trata de la fundación del municipio por el capitán José de Treviño, sus descendientes, la elevación a villa y la vida del General Mariano Escobedo, de quien toma el nombre el municipio.
- Sala 3: Economía .

Trata de la agricultura, ganadería y la herrería en el siglo XIX, así como de la Hacienda del Canada y la primera fábrica del municipio en el siglo XX.
- Sala 4: Sociedad.

Trata de la Iglesia San Nicolás de Bari construida en 1826, de la introducción de luz eléctrica y agua potable, así como de la vida de la ilustre profesora María E. Villareal.
- Sala 5: General Escobedo en la actualidad.

Trata de General Escobedo en la actualidad presentándolo con sus respectivos centros industriales y culturales.
El museo está abierto de martes a viernes de 9:00 a 18:00 y sábado y domingo de 11:00 a 17:00.